# 京都市立白河総合支援学校
京都市立白河総合支援学校（きょうとしりつ しらかわそうごうしえんがっこう）は、京都府京都市左京区岡崎東福ノ川町にある公立特別支援学校。主に軽度知的障害者を対象とする、高等部単独校である。

## 概要
高等部職業学科単独の特別支援学校。現在の産業総合科には「食品加工」、「農園芸」、「情報印刷」、「地域コミュニケーション」の四つの専門教科があり、専門教科別にクラス編成を行っている。食品加工では「パン工房白河」、農園芸は「白河農園」、情報印刷は「印刷工房白河」を営業しており、生産や販売を通した学習を行っている。地域コミュニケーションでは、介護予防事業の補助活動や配食サービスの補助活動その他、地域包括支援センターや地域の自治会、NPO法人等と協働した地域福祉事業を演習としている。また、校内に「喫茶ミルキーウェイ」を設け、専門教科「流通サービス」で喫茶サービス・販売の演習を行っている。また、日本で初めての取組である総合支援学校（特別支援学校）版デュアルシステムを推進。企業とのパートナーシップに基づく産業現場実習を年間1年生で6週、2年生で10週、3年生で14週実施している。2007年10月に博報賞を受賞。2010年にはTBS「みのもんたのさたでーずばっと」、2011年にはNHK教育「きらっといきる」で学校の取り組みが紹介されている。入学に当たっては「進路相談」「入学相談」を経なければならない。また、療育手帳を取得していなければならない。2013年4月より東山区にある元東山小学校跡地に分校を開設する。これにともなって、1年生を総合科とし、2年生からの「食品加工」「農園芸」「情報印刷」からなる産業総合科と、「地域コミュニケーション」を発展させた地域総合科に、学年進行で再編される。

## 学部
- 高等部産業総合科

## 沿革
- 1976年 - 京都市立白河養護学校として開校。
- 2004年 - 総合制・地域制実施により「京都市立白河総合養護学校」に改名。同時に職業科「産業総合科」を開設。
- 2007年 - 京都市立白河総合支援学校と改める。